# Neohecalus magnificus
Neohecalus magnificus är en insektsart som beskrevs av Hamilton 2000. Neohecalus magnificus ingår i släktet Neohecalus och familjen dvärgstritar. Inga underarter finns listade i Catalogue of Life.